# Dieffenbachia bechiana
Dieffenbachia bechiana är en kallaväxtart som beskrevs av Thomas Bernard Croat och Michael Howard Grayum. Dieffenbachia bechiana ingår i släktet prickbladssläktet, och familjen kallaväxter. Inga underarter finns listade.